# Casa Almenar Andreu
La Casa Almenar Andreu en Vilafamés, en la comarca de la Plana Alta, es una antigua casa catalogada como Monumento de interés local según consta en el ANEXO III Bienes de relevancia local comprendidos en el conjunto histórico, del Decreto 80/2005, de 22 de abril, por el que se declara Bien de Interés Cultural el Conjunto Histórico de Vilafamés; con código 12.05.128-0025 de la Generalidad Valenciana.
Este edificio al igual que ocurre con la conocida como Casa Grijalbo i Martí, está siendo estudiado por expertos arqueólogos por su posible catalogación como Bien de Interés Cultural, en el caso de que pueda demostrarse su uso defensivo.